# Lillsjön (Asby socken, Östergötland)
Lillsjön är en sjö i Ydre kommun i Östergötland och ingår i Motala ströms huvudavrinningsområde. Sjön är 3,9 meter djup, har en yta på 0,112 kvadratkilometer och är belägen 195,1 meter över havet.

## Delavrinningsområde
Lillsjön ingår i det delavrinningsområde (642068-146316) som SMHI kallar för Inloppet i Sommen. Medelhöjden är 219 meter över havet och ytan är 8,51 kvadratkilometer. Det finns ett avrinningsområde uppströms, och räknas det in blir den ackumulerade arean 23,95 kvadratkilometer. Vattendraget som avvattnar avrinningsområdet har biflödesordning 4, vilket innebär att vattnet flödar genom totalt 4 vattendrag innan det når havet efter 181 kilometer. Avrinningsområdet består mestadels av skog (62 procent), öppen mark (14 procent) och jordbruk (17 procent). Avrinningsområdet har 0,11 kvadratkilometer vattenytor vilket ger det en sjöprocent på 1,3 procent. Bebyggelsen i området täcker en yta av 0,16 kvadratkilometer eller 2 procent av avrinningsområdet.